# Newtownabbey (Borough)
Newtownabbey (irisch Baile na Mainistreach) war einer der 26 nordirischen Districts, die von 1973 bis 2015 bestanden. Der District, dessen Gebiet in der traditionellen Grafschaft Antrim lag, wurde 1973 eingerichtet und besaß den Status eines Borough. Zum 1. April 2015 ging er im neuen District Antrim and Newtownabbey auf.
Er umfasste die nördlichen Vororte von Belfast. Bedeutende Orte waren der Verwaltungssitz Newtownabbey, Ballyclare, Glengormley und Jordanstown. 
Newtownabbey war Partnerbezirk von Gilbert im US-Bundesstaat Arizona.

## Newtownabbey Council
Die Wahl zum Newtownabbey Council am 11. Mai 2011 hatte folgendes Ergebnis:
| Partei | Partei                                    | Ergebnis 2011 | Ergebnis 2011 | Veränderung zu 2005 | Veränderung zu 2005 |
| Partei | Partei                                    | Sitze         | Stimmen       | Sitze               | Stimmen             |
| ------ | ----------------------------------------- | ------------- | ------------- | ------------------- | ------------------- |
|        | Democratic Unionist Party (DUP)           | 12            | 43,5 %        | 0                   | −0,4 %              |
|        | Ulster Unionist Party (UUP)               | 5             | 19,7 %        | −1                  | −3,6 %              |
|        | Alliance Party                            | 5             | 16,4 %        | 3                   | 8,4 %               |
|        | Sinn Féin                                 | 2             | 9,6 %         | 1                   | 3,7 %               |
|        | Social Democratic and Labour Party (SDLP) | 1             | 5,3 %         | 0                   | −0,8 %              |
|        | Sonstige                                  | 0             | 2,2 %         | −3                  | −7,6 %              |